# Maria Bass
Maria Cecilia Adelaide Bass (Perosa Argentina (Piëmont-Sardinië), 9 september 1897 - Bazel, 11 september 1948) was een Zwitserse kunstschilderes.

## Biografie
Maria Bass was een dochter van Rudolf Victor Bass, een textielfabrikant, en van Adelheid Clotilda von Albertini. Hun familie vestigde zich in 1913 in Tamins (kanton Graubünden).
In 1916 volgde Bass les aan de academie voor schone kunsten in Genève en vervolgens van 1917 tot 1919 aan de schilderschool van Victor en Marguerite Surbek-Frey. Van 1919 tot 1926 verbleef ze verscheidene malen in Parijs en in Italië. In 1927 trouwde ze in Bern met Ado von Salis. Nadat ze vanaf 1936 reizen had gemaakt naar Duitsland, vestigde ze zich terug in Graubünden, aanvankelijk in Tamins en daarna in Celerina/Schlarigna. Ze richtte de organisatie Lavur Chasauna Schlarigna op, die zich inzette voor de thuisambachten. In haar schilderkunst legde ze zich toe op portretten, stillevens, landschappen en illustraties in de stijl van de nieuwe zakelijkheid.

## Galerij

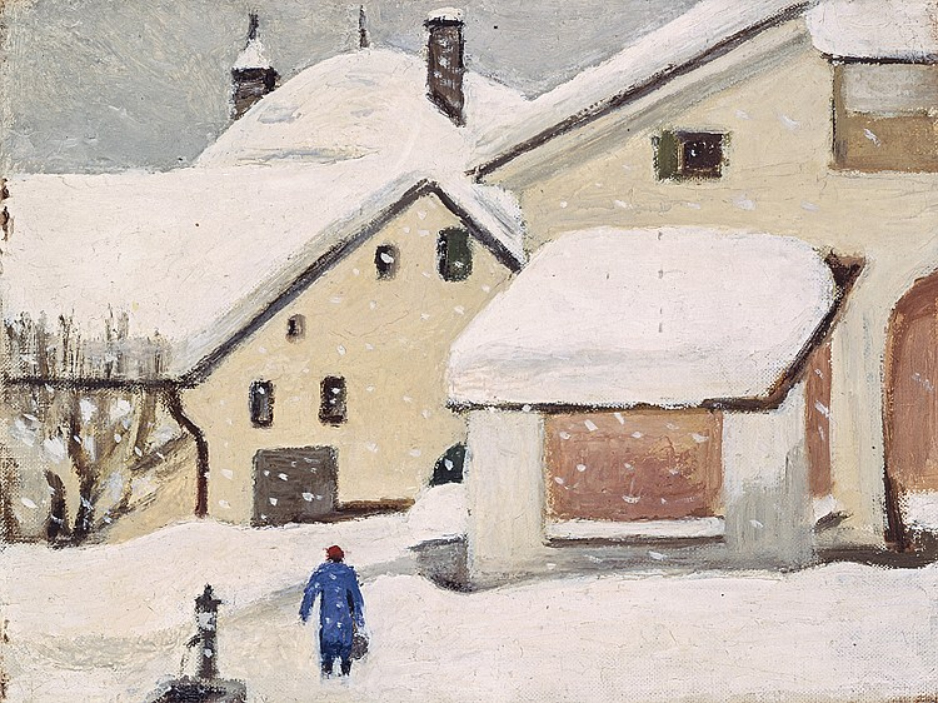
Schnee, 1936
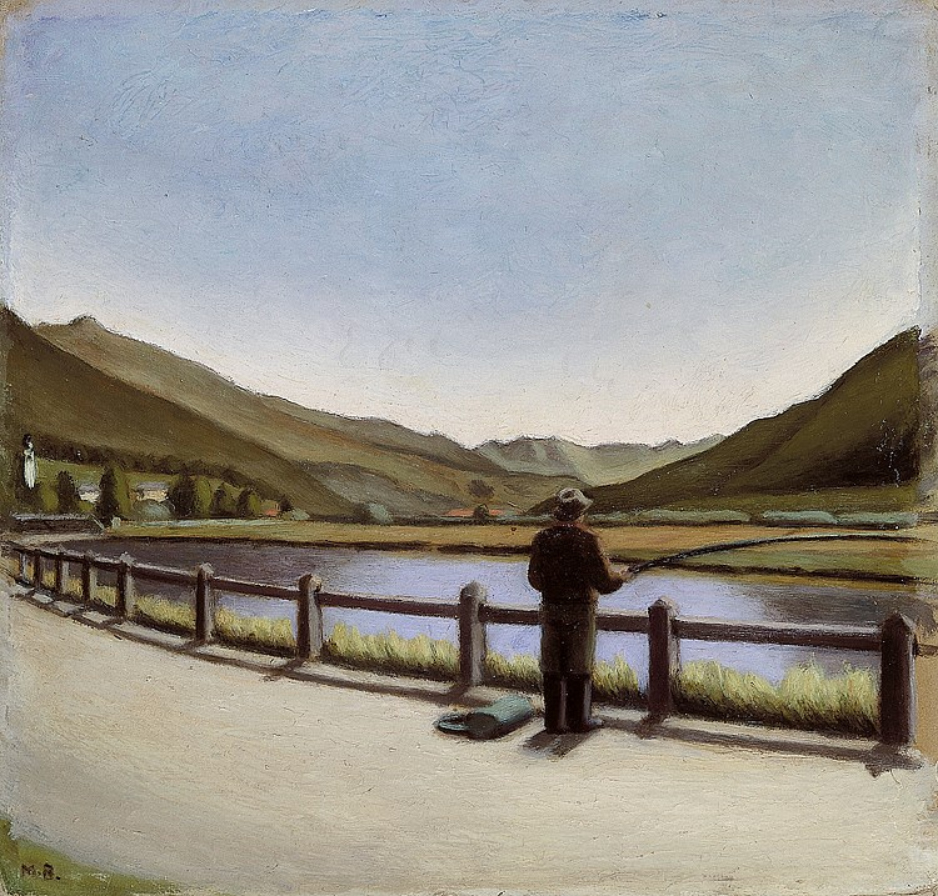
Fischer am Inn, 1943/1944
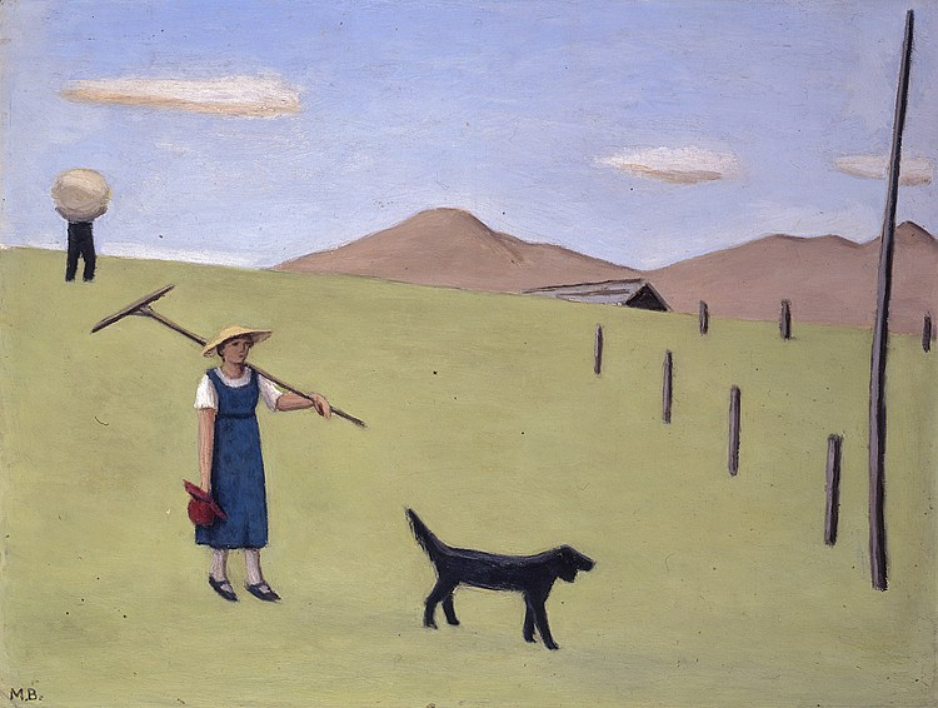
Mittagsstunde auf der Alp, 1947
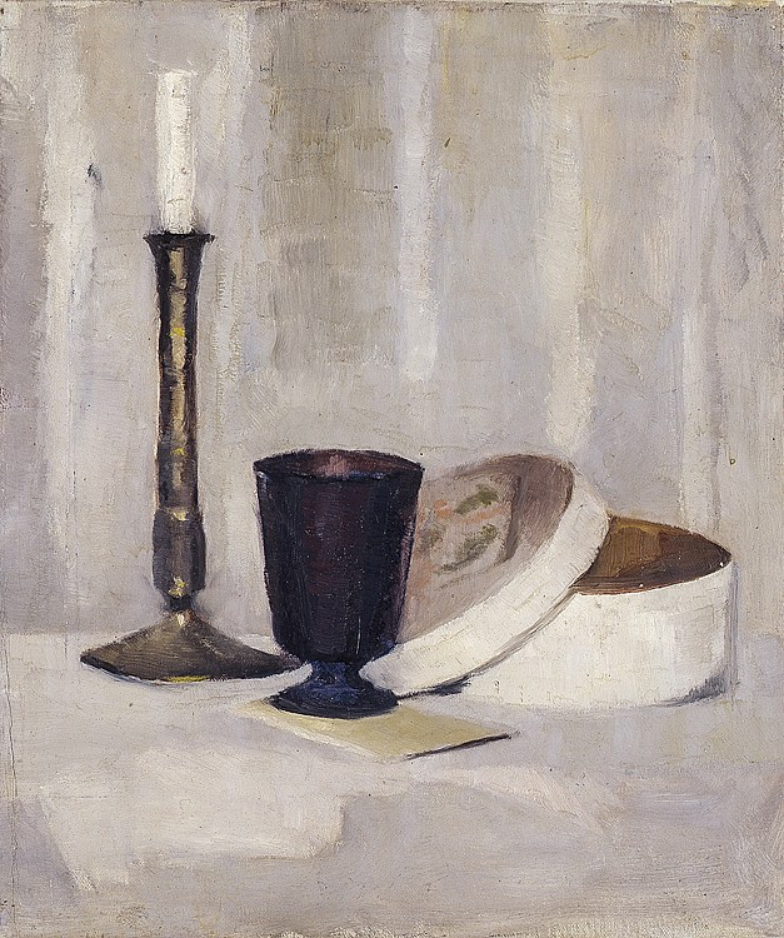
Kerze mit Becher
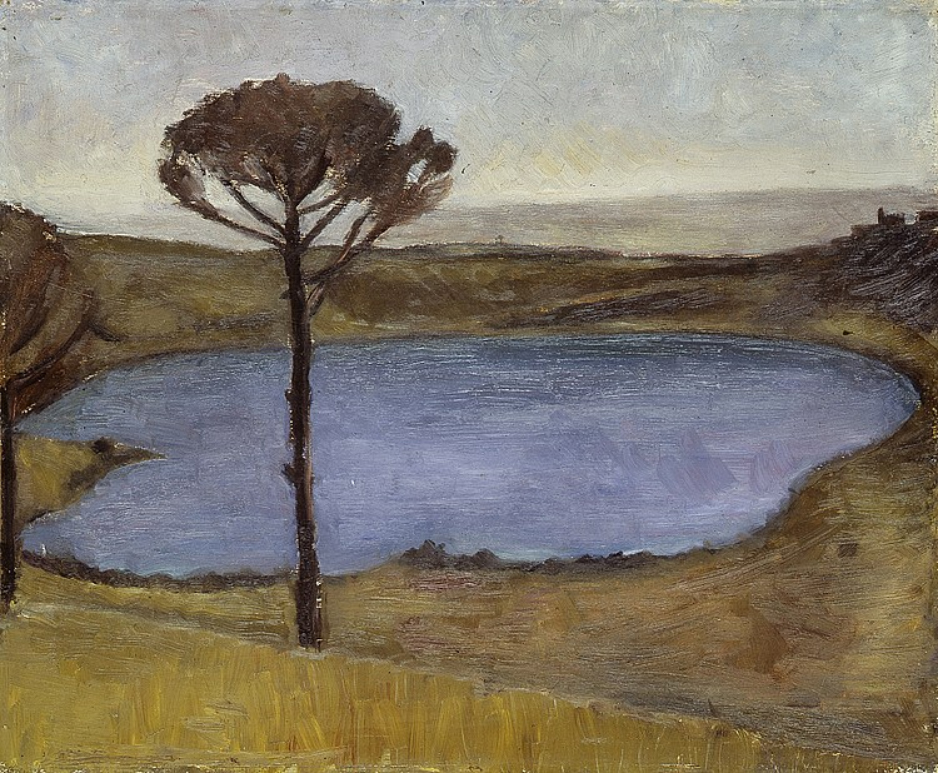
Nemisee

- Gemeinsame Normdatei: 120905469
- Historisch woordenboek van Zwitserland: 042394
- International Standard Name Identifier: 0000 0000 6681 7612
- Library of Congress Control Number: n98101030
- RKD-Nederlands Instituut voor Kunstgeschiedenis: 4894
- SIKART: 4023693
- Union List of Artist Names: 500072840
- Virtual International Authority File: 35298575
- WorldCat: E39PBJxWQFJtVpJBwr46hV3YT3